# Heimathaus Vöcklabruck

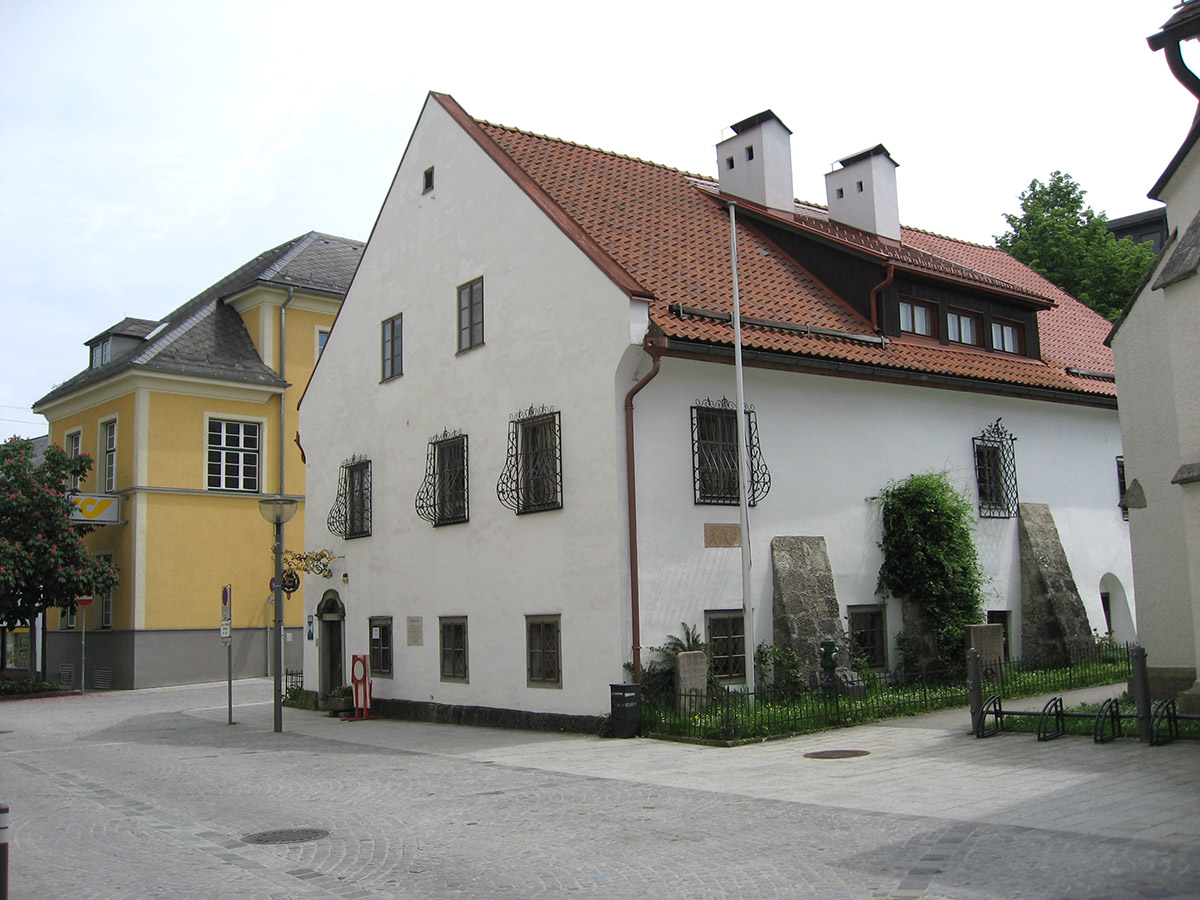
Das Heimathaus

Das Heimathaus Vöcklabruck ist ein Museum in Vöcklabruck. Dieses ist im ehemaligen Benefiziatenhaus untergebracht und steht unter Denkmalschutz. Das Museum wurde 1937 nach Initiative von Bezirkshauptmann Prinz Alfred zur Lippe-Weißenfeld eröffnet.

## Gebäude
Das Gebäude wurde erstmals 1508 urkundlich erwähnt. Es fiel 1542 einem Großbrand zum Opfer, dürfte allerdings im Kern noch Bausubstanz aus dem 12. bis 13. Jhdt. enthalten.
An den Außenwänden fallen zwei 60 cm breite Mauerreste ins Auge, die von der ursprünglichen Stadtmauer stammen. Im Garten befindet sich einer von drei erhaltenen römischen Meilensteinen. Dieser ist allerdings in schlechtem Zustand, da er in einer Papiermühle verarbeitet worden war.

### Erdgeschoß
Im Erdgeschoß befinden sich vorrangig Gegenstände des bäuerlichen Lebens. Es ist neben dem Flur und einem Dielenzimmer aufgeteilt in eine Bauernstube, eine Rauchküche, ein Schlafzimmer und einen Geräteraum. Unter den Ausstellungsobjekten befinden sich Zier- und Schmuckgegenstände wie Goldhauben, Totenkronen, Keramik, diverse Kleidungsstücke und Schmuck. Die Bauernstube wird dominiert von einer Holzdecke, einem Kachelofen aus Gmundner Keramik und dem gegenüber liegenden Tisch mit Herrgottswinkel. Im Schlafzimmer stehen vor allem Bauernmöbel, wie ein Himmelbett, ein Bauernkasten, eine Vitrine, eine Wiege und eine Bauerntruhe. An den Wänden finden sich Ikonen und Kruzifixe sowie ein Stickmuster. Angrenzend im Geräteraum wurden Arbeitsgeräte gesammelt. Besichtigt werden können neben Heugabeln und Dreschflegeln ein Webstuhl und ein Spinnrad. Zudem finden sich im Erdgeschoß drei Aquarelle von Ernst August von Mandelsloh sowie eine Pfeife von Franz Stelzhamer, der in Vöcklabruck auch sein Gedicht A lustige Eicht geschrieben haben soll.

### Erster Stock
Der erste Stock ist dem bürgerlichen Leben gewidmet. Er gliedert sich neben dem zentralen Dielenraum in ein Renaissance-, ein Barock- und ein Biedermeierzimmer, sowie eine Zunftstube, eine kleine Kammer zur Stadtgeschichte, sowie einen Raum für Anton Bruckner und dessen Biografen Max Auer. Im Dielenraum befinden sich neben diversen Holzfiguren, eine Zunftfahne, ein Barockschrank, ein Tisch sowie eine weitere Bauerntruhe mit einigen Madonnenfiguren. Der Raum zur Stadtgeschichte beinhaltet diverse Urkunden, Wappen und Bilder. Das Renaissancezimmer beinhaltet neben der Holzdecke von 1639 aus einem Haus in Kremsmünster einen Tafeltisch um 1630, dazugehörige Stühle und ein umfangreich saniertes Kruzifix aus der Zeit um 1500, sowie ein Bild des Frankenburger Würfelspiels. Im Renaissancezimmer hängt neben diversen Gemälden ein Kruzifix von Meinrad Guggenbichler. Eines der beeindruckendsten Zimmer ist das Zunftzimmer mit einer großen Anzahl an Zunftzeichen und kleineren Gegenständen. Das Biedermeierzimmer beinhaltet neben einigen Möbeln eine Vitrine mit Gläsern der Glashütte Freudenthal.

### Zweiter Stock
Im zweiten Stock gibt es zunächst einen Raum mit diversen Militaria vom Morgenstern bis zu Degen und diversen Büchsen und einem Wehrmann zu sehen. Im anderen zugänglichen Raum befinden sich ältere Funde aus der Pfahlbau- und Bronzezeit sowie ein Mosaik einer römischen Villa in Weyregg.

### Keller
Im Keller wurde eine Weihnachtskrippe mit etwa 300 Figuren aufgestellt.

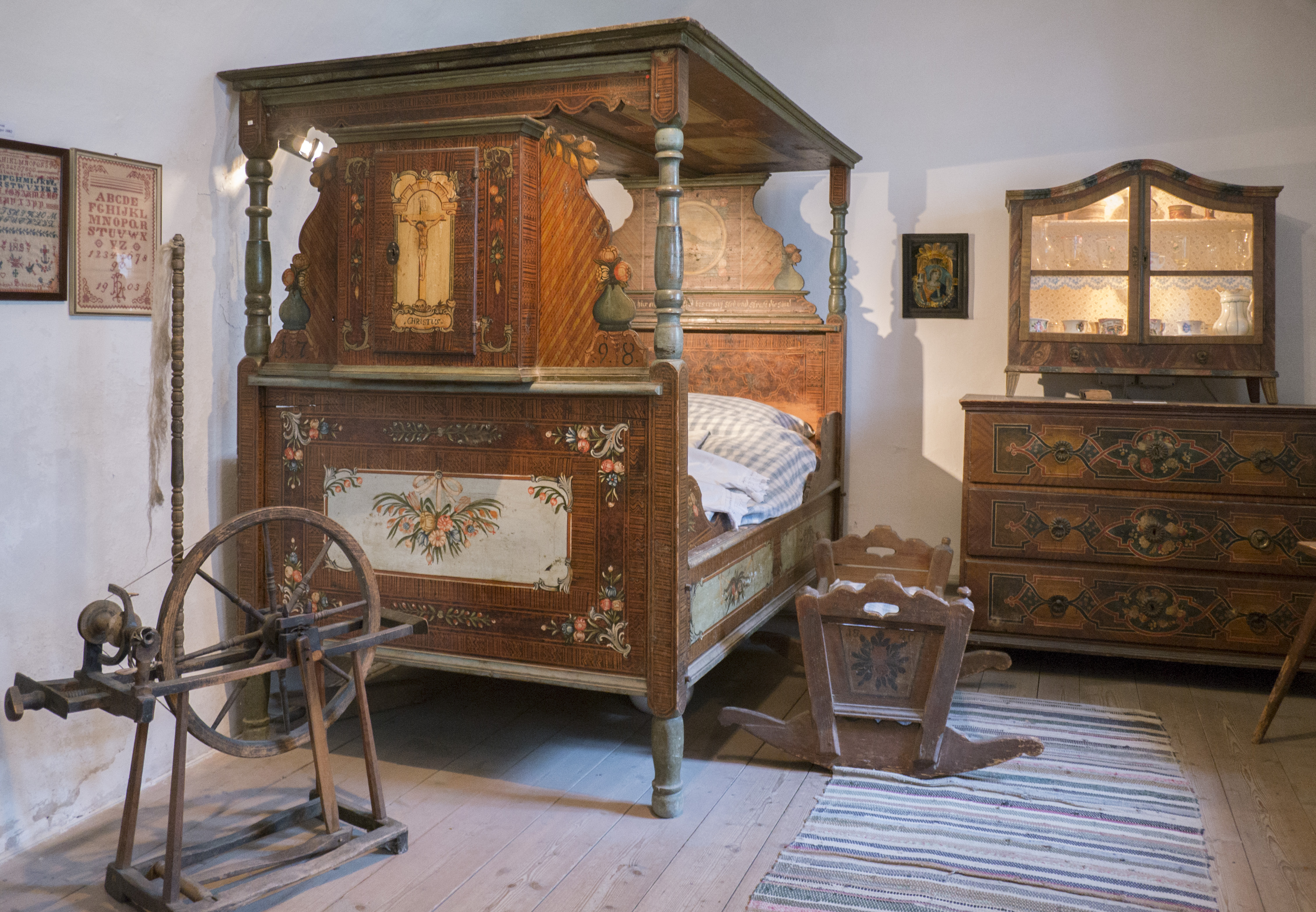
Das bäuerliche Schlafzimmer
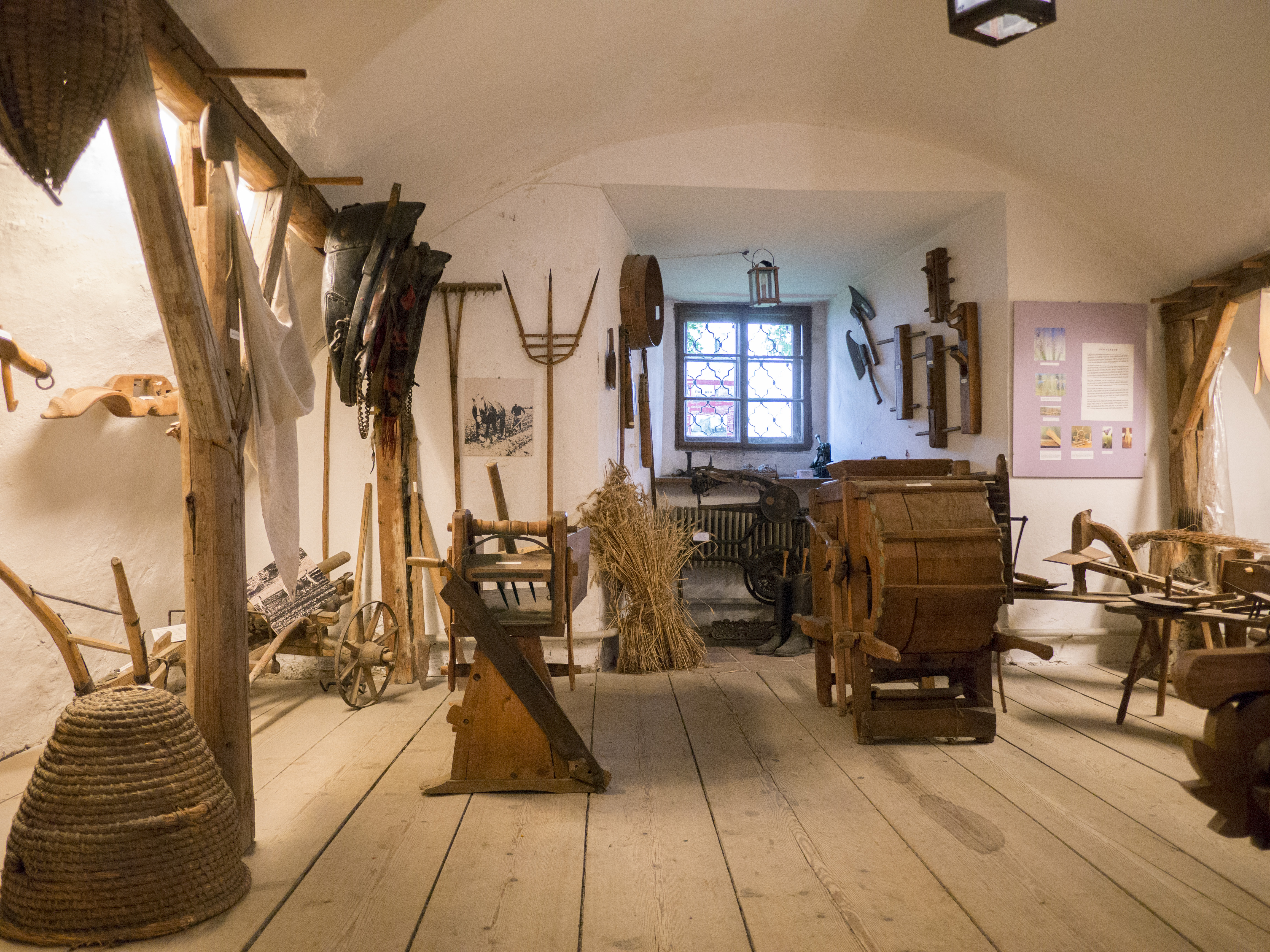
Bäuerliche Geräte im Erdgeschoß
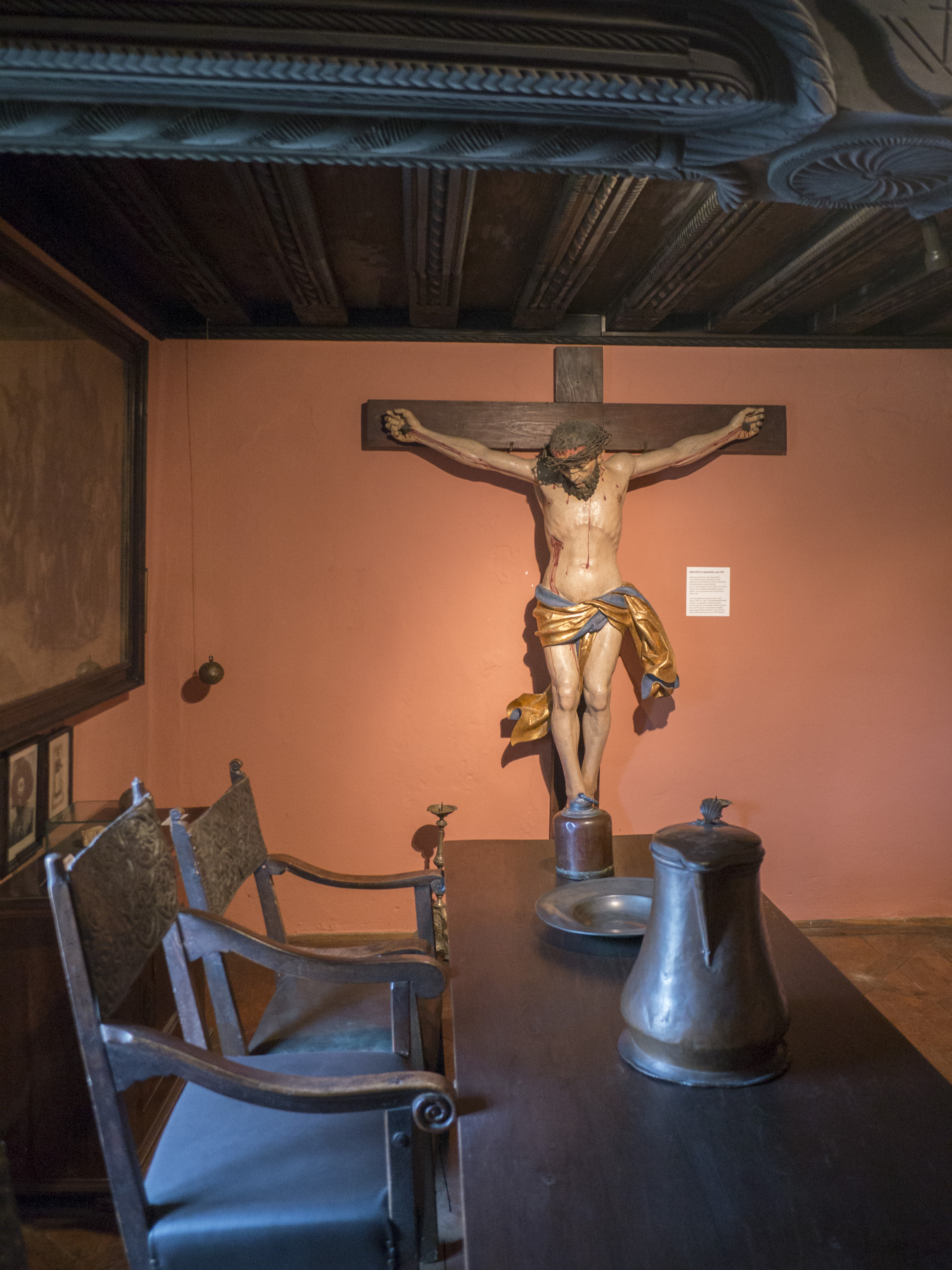
Kruzifix im Renaissancezimmer
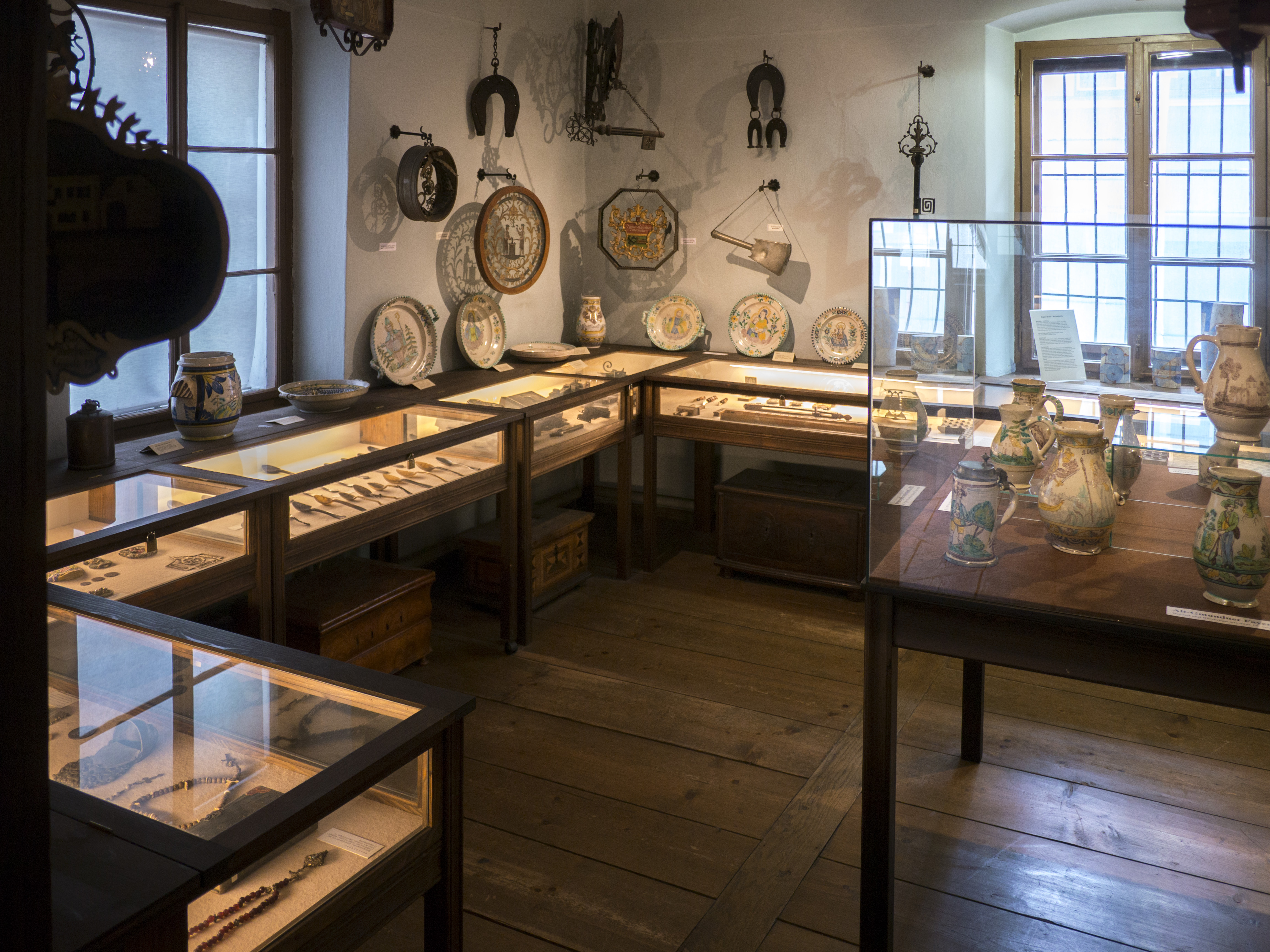
Das Zunftzimmer
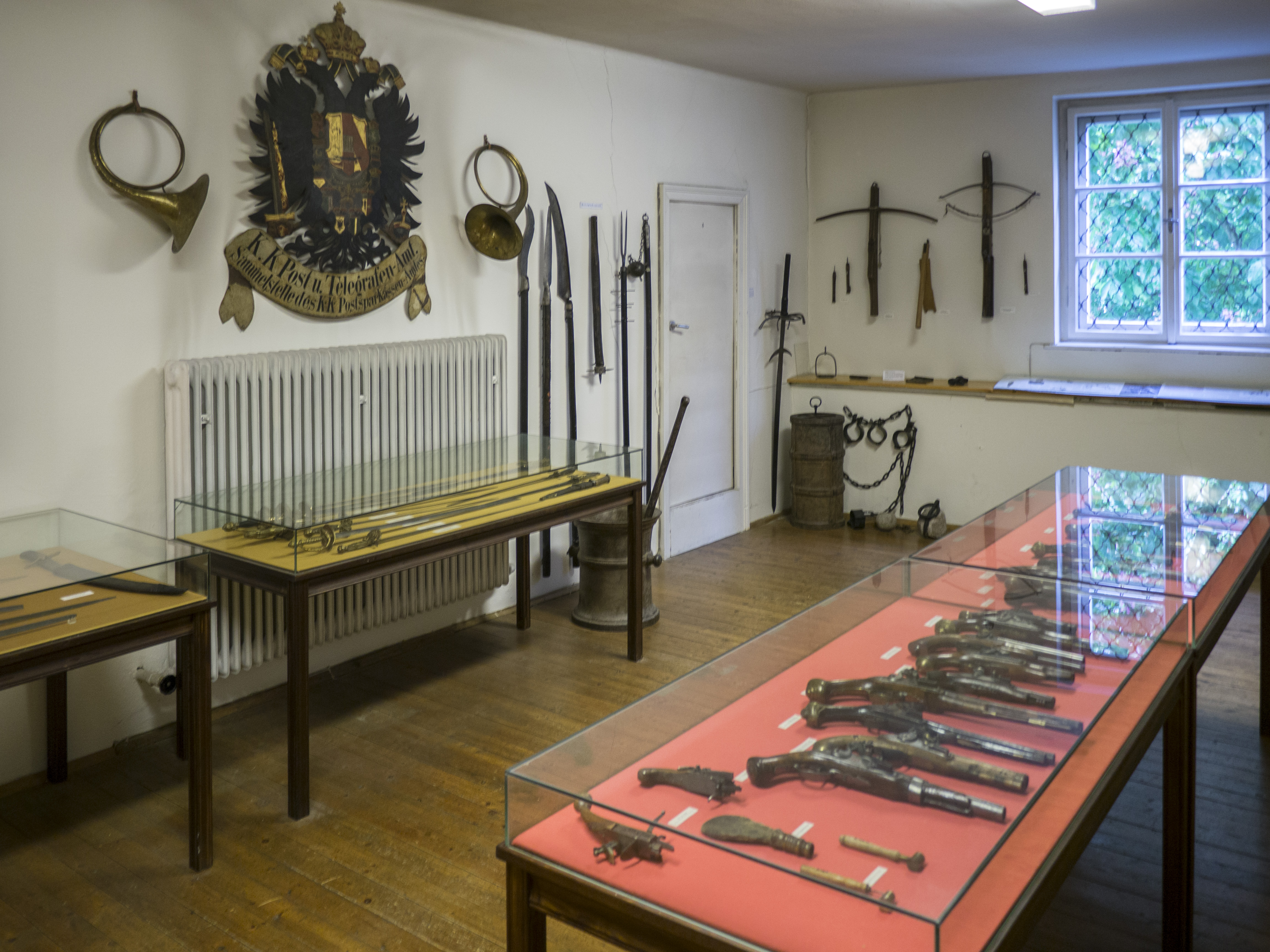
Waffenraum
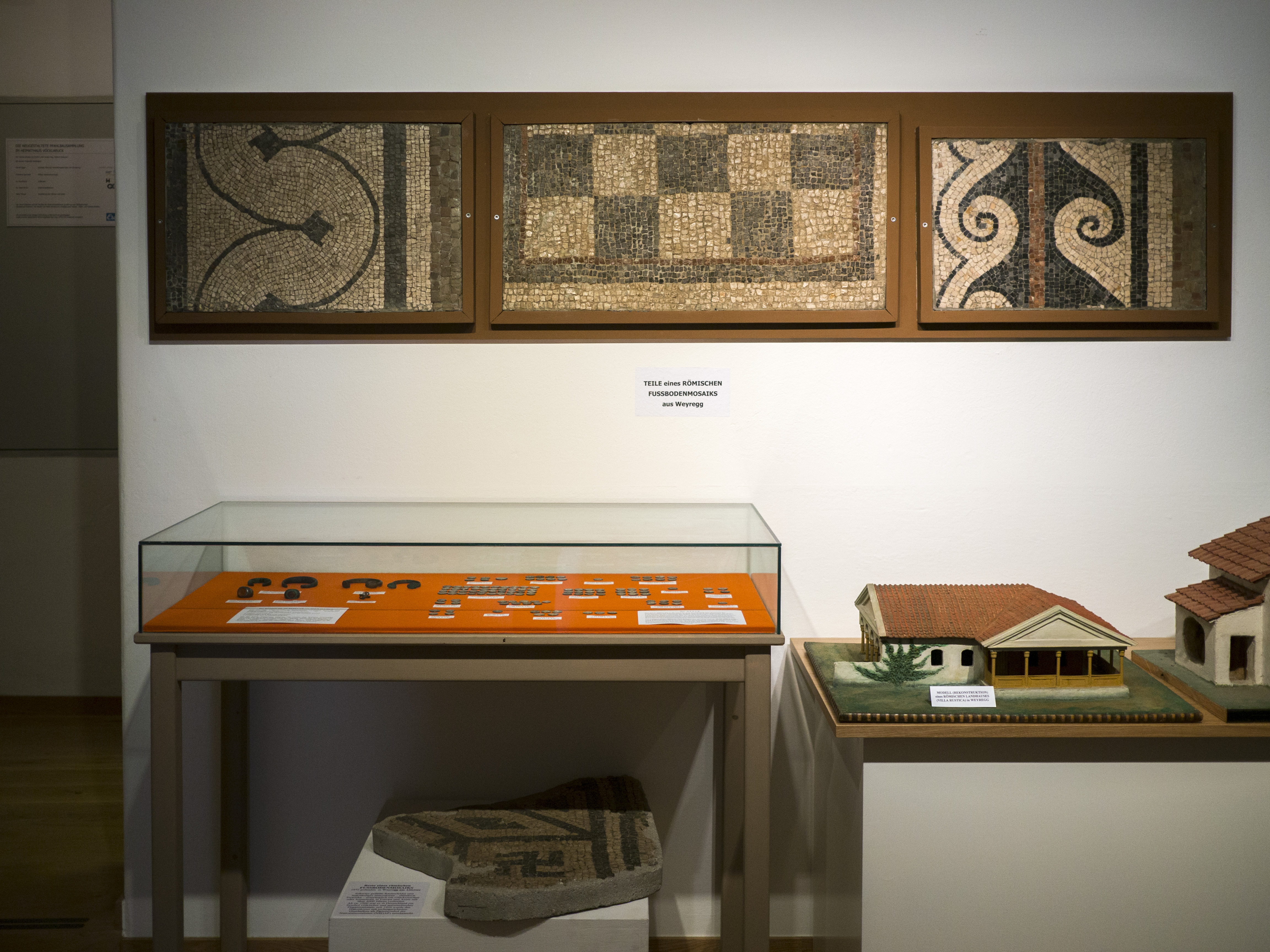
Römische Mosaike
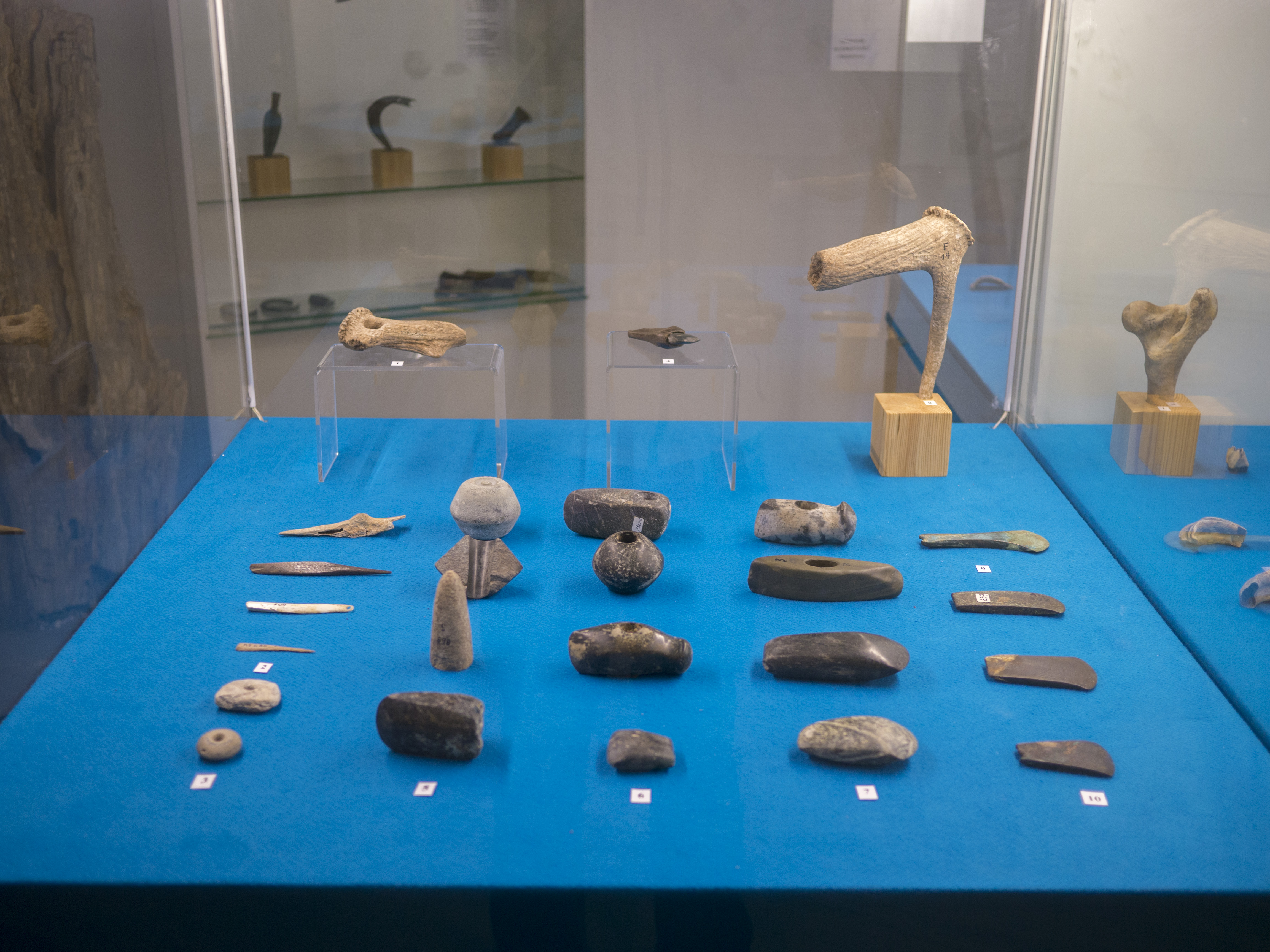
Funde aus der Pfahlbauzeit